# Free Willy 2 – Freiheit in Gefahr
Free Willy – Freiheit in Gefahr ist die erste Fortsetzung des Tierfilms Free Willy – Ruf der Freiheit. Der Film entstand 1995 unter der Regie von Dwight H. Little. Der dritte Teil folgte zwei Jahre später. Michael Jackson singt im Film den Titel Childhood (Theme from Free Willy 2).

## Handlung
Einige Jahre sind vergangen, seit Jesse den Orca Willy aus den Händen der skrupellosen Parkbesitzer befreit hat. Jesse und seine Pflegeeltern Annie und Glen wollen Urlaub machen und u. a. ihren alten Freund Randolph besuchen, der zusammen mit seiner Patentochter mittlerweile Orcas erforscht. Die Vorfreude auf den Urlaub wird jedoch durch eine schlechte Nachricht getrübt: Jesses Mutter, auf die er immer insgeheim sehnsüchtig gewartet hatte, ist gestorben und hat ihm den 8-jährigen Elvis hinterlassen. Jesses Halbbruder entpuppt sich als notorischer Lügner und Jesse versteht sich anfänglich überhaupt nicht mit ihm. Elvis begleitet die drei von nun an, was Jesse alles andere als erfreut.
Beim Wiedersehen mit seinem Freund gibt es für Jesse aber eine schöne Überraschung: Randolph hat Willy, der seine Familie wiedergefunden hat, entdeckt. Die Wale halten sich in einer Bucht auf. Jesse ist außerdem von Randolphs hübschem Patenkind Nadine angetan. Jesse schafft es, sie mit seiner außergewöhnlichen Freundschaft zu Willy zu beeindrucken und der Urlaub entpuppt sich trotz des nervenden Elvis als voller Erfolg.
Da in der Nacht ein Öltanker auf Grund läuft, bildet sich in der Bucht ein Ölteppich und die Wale geraten in Gefahr. Ein Team versucht die Tiere aus dem Wasser zu hieven doch zufällig belauscht Elvis die Männer, die die Orcas als Touristenattraktion verkaufen wollen. Die Kinder rebellieren gegen die Geschäftemacherei und stoßen die vermeintlichen Retter ins Wasser. Willy selbst kann seine Geschwister mit einem Sprung aus dem Netz befreien. Als nach einer Explosion das ausgelaufene Öl in Brand gerät, wird das Boot mit den Kindern vom Feuer eingekreist. Der Rettungshubschrauber kann die Kinder bis auf Jesse retten, dieser wird aber von Willy erfasst und gemeinsam tauchen sie unter der Feuerbarriere durch. So werden die Kinder gerettet und die Orca-Familie ist wieder vereint.

## Kritik
„‚Ein inszenatorisch und schauspielerisch annehmbarer, inhaltlich aber dürftiger Aufguß des das Ideal der Familie und den Schutz der Natur beschwörenden Erfolgsfilms Free Willy – Ruf der Freiheit (1993)‘.“

## Auszeichnungen
- Der Wal Keiko wurde 1996 bei den Kids’ Choice Awards mit dem Blimp Award ausgezeichnet.
- Environmental Media Award 1996: Auszeichnung in der Kategorie Spielfilm[2]

## Hintergrund
In diesem Film wurde der Wal Keiko in der Mehrzahl der Fälle von einem elektronischen Wal ersetzt.
Der Ort, in dem der Film gedreht wurde, heißt Friday Harbor und liegt auf San Juan Island in der Juan-de-Fuca-Straße. Allerdings wurde im Film Wert darauf gelegt, dass der Name des Ortes nirgends (beispielsweise auf Schildern) zu lesen war, weil keine Fanpilgerei dorthin beginnen sollte.